# Universitat d'Extremadura
La Universitat d'Extremadura és un centre situat en la comunitat autònoma d'Extremadura, nascuda el 1973 arran de l'estat de les Autonomies.
Tot i la seva relativa joventut i d'estar vertebrada en una estructura de campus universitaris multidisciplinaris, la seva divisió des de l'origen en dos semidistrictes amb seus a Càceres i Badajoz i un principi d'equilibri respectat en el seu desenvolupament, ha fet que en aquesta Universitat les Facultats i Escoles hagin tingut un protagonisme molt important en la vida universitària. És per això que els centres de la universitat són els eixos al voltant dels quals es desenvolupa l'ensenyament universitari superior, la investigació, docència i gran part de les activitats d'extensió universitària en la seva accepció més àmplia.
La Universitat d'Extremadura té quatre campus: Badajoz, Càceres, Mèrida i Plasència.